# Vol Ariane 254
Le vol Ariane 254 (VA-254) est le 254e lancement d'une fusée Ariane, le 108e lancement d'une Ariane 5, et le 77e lancement d'une Ariane 5 ECA. Il a eu lieu le 30 juillet 2021 depuis le site de lancement numéro 3 (ELA-3) du centre spatial guyanais, et a lancé avec succès deux satellites.

## Lanceur
Le lanceur est une Ariane 5 ECA. Avec les deux satellites, la masse au décollage totale est de 775 tonnes.

## Charges utiles
Le lancement VA-254 emporte deux satellites de télécommunication en orbite géostationnaire, pour une masse totale de 9 651 kg.

### Star One D2
Star One D2 est un satellite de communication construit par Maxar Technologies pour l'opérateur brésilien Embratel. C'est le troisième satellite construit par Maxar pour cet opérateur après Star One C4 et Star One D1, tous deux lancés eux aussi sur une Ariane 5 ECA, respectivement en 2015 et 2016. C'est aussi le 68e satellite de Maxar à être lancé par Arianespace, et le 12e pour Embratel.
D'une masse de 6 190 kg, Star One D2 est capable d'émettre en bandes Ku, Ka, C et X. Il est alimenté par deux panneaux solaires, et est prévu pour une durée de vie de 15 ans.

### Eutelsat Quantum
Eutelsat Quantum est un satellite de communication construit par Airbus Defence & Space pour Eutelsat. Avec une masse de 3 461 kg, il peut émettre en bande Ku tout en proposant une capacité de moduler la puissance, la couverture et la fréquence de manière inédite pour les clients selon leurs besoins.
C'est le 36e satellite d'Eutelsat et le 132e satellite conçu par Airbus lancé par Arianespace. Il est lui aussi prévu pour une durée de vie de 15 ans.

## Lancement

Évolution de l'altitude des 4 objets du vol (satellites, SYLDA et étage supérieur).

Le lancement s'est déroulé le 30 juillet 2021 à 21 h UTC, observé par l'administrateur adjoint de la NASA, Thomas Zurbuchen, en prévision du lancement du télescope spatial James Webb assuré lui aussi par une Ariane 5. La totalité de la mission a duré moins de 40 minutes jusqu'à séparation des deux satellites.